# Słodko gorzki
Słodko gorzki – polski film fabularny z 1996 roku w reżyserii i według scenariusza Władysława Pasikowskiego.
Film jest kolejnym (po Krollu, Psach i Psy 2. Ostatnia krew) w dorobku Pasikowskiego. Dramat o młodzieży, jej rozterkach, miłościach i wchodzeniu w dorosłość, zgromadził w kinach 400 tys. widzów. W filmie debiutowało wielu obecnie znanych aktorów.
Film kręcono w plenerach: Łódź, Warszawa, Jastrzębia Góra, Sopot, Rogów.

## Opis fabuły
Akcja filmu rozgrywa się w środowisku młodzieży uczęszczającej do jednego z warszawskich liceów. Główny bohater filmu, Mat (Rafał Mohr), po powrocie z olimpiady szkolnej w Budapeszcie dowiaduje się o samobójstwie jednego z licealistów, outsidera Piotra („Bąbla”), popełnionym na szkolnym boisku. Wstrząśnięty tą śmiercią Mat podejmuje własne „śledztwo”, które ma wyjaśnić przyczyny tego dramatycznego zdarzenia.
Film przedstawia postawy i poglądy grupy młodzieży wchodzącej w dorosłe życie. Większość z młodych ludzi to osoby bez wartości, agresywne, zaborcze i konsumpcyjnie nastawione do życia. Młodzieńcze uczucia i ideały głównego bohatera zderzają się ze światem dorosłych.
Ważnym wątkiem filmu Słodko gorzki jest miłość Mata do nowej koleżanki z liceum – Pauliny (Anita Werner).

## Obsada
- Rafał Mohr, jako Mat, Mateusz Hertz
- Rafał Olbrychski, jako Marlon, Maria Leon Schultz
- Anita Werner, jako Paulina Wrońska
- Bogusław Linda, jako Filip Kamiński, brat Bąbla
- Marek Kondrat, jako dyrektor szkoły
- Jadwiga Jankowska-Cieślak, jako Gnat, nauczycielka matematyki
- Cezary Pazura, jako trener
- Olaf Lubaszenko, jako brat Mata
- Artur Żmijewski, jako Adam przyjaciel brata Mata
- Michał Dworczyk, jako Igor Poniatowski
- Joanna Bajon, jako Sylwia
- Joanna Pierzak, jako Luśka
- Magdalena Stużyńska, jako Mariolka
- Jan Mancewicz, jako Gospodarz
- Stefan Popkowski, jako Wala
- Adam Góralczyk, jako Marian
- Michał Bajor, jako Buk
- Maksymilian Łotacz, jako Wrona
- Marta Sterczewska, jako Pipi
- Mikołaj Kondrat, jako Shelley
- Ireneusz Czop, jako Ignac, przyjaciel brata Mata
- Magdalena Olszewska, jako Jolka, narzeczona brata Mata
- Zbigniew Bielski, jako inspektor Roman
- Leon Charewicz, jako inspektor
- Dariusz Siatkowski, jako redaktor Informacji Warszawskich
- Tomasz Bieszczad, jako ojciec Pauliny
- Beata Bajerska, jako nauczycielka koleżanka Kamińskiego
- Maria Gładkowska, jako matka Mata
- Edward Linde-Lubaszenko, jako ojciec Mata
- Christoph Rex-Jarnot, jako der Fotograf des Jahres